# Aldo Righi
Pour les articles homonymes, voir Righi.
Aldo Righi (né le 29 juillet 1947) est un athlète italien spécialiste du saut à la perche.

## Biographie

### Palmarès
| Date | Compétition           | Lieu    | Résultat | Performance |
| ---- | --------------------- | ------- | -------- | ----------- |
| 1969 | Championnats d'Europe | Athènes | 3e       | 5,10 m      |

### Records
| Épreuve          | Performance | Lieu    | Date              |
| ---------------- | ----------- | ------- | ----------------- |
| Saut à la perche | 5,10 m      | Athènes | 20 septembre 1969 |